# Piotr Gorzeński
Piotr Górzeński herbu Nałęcz (zm. w 1527 roku) – kanonik kapituły katedralnej poznańskiej, instalowany w 1525 roku.
Syn Marcina i Anny Gnińskiej.